# Самміт-Гілл (Пенсільванія)
Самміт-Гілл (англ. Summit Hill) — місто (англ. borough) в США, в окрузі Карбон штату Пенсільванія. Населення — 3120 осіб (2020).

## Географія
Самміт-Гілл розташований за координатами 40°49′30″ пн. ш. 75°50′46″ зх. д. / 40.82500° пн. ш. 75.84611° зх. д. (40.824963, -75.846201).  За даними Бюро перепису населення США в 2010 році місто мало площу 23,58 км², з яких 22,51 км² — суходіл та 1,07 км² — водойми.

## Демографія
Згідно з переписом 2010 року, у селищі мешкали 3034 особи в 1287 домогосподарствах у складі 855 родин. Густота населення становила 129 осіб/км².  Було 1458 помешкань (62/км²).
Расовий склад населення:
| - 97,4 % — білих - 0,7 % — чорних або афроамериканців - 0,3 % — азіатів - 0,1 % — вихідців з тихоокеанських островів - 0,1 % — корінних американців |

До двох чи більше рас належало 0,8 %. Частка іспаномовних становила 1,8 % від усіх жителів.
За віковим діапазоном населення розподілялося таким чином: 20,7 % — особи молодші 18 років, 61,4 % — особи у віці 18—64 років, 17,9 % — особи у віці 65 років та старші. Медіана віку мешканця становила 43,2 року. На 100 осіб жіночої статі у селищі припадало 97,9 чоловіків;  на 100 жінок у віці від 18 років та старших — 95,3 чоловіків також старших 18 років.
Середній дохід на одне домашнє господарство  становив 72 911 долар США (медіана — 60 887), а середній дохід на одну сім'ю — 86 967 доларів (медіана — 75 840). Медіана доходів становила 50 000 доларів для чоловіків та 37 096 доларів для жінок. За межею бідності перебувало 7,9 % осіб, у тому числі 20,1 % дітей у віці до 18 років та 3,6 % осіб у віці 65 років та старших.
Цивільне працевлаштоване населення становило 1524 особи. Основні галузі зайнятості: освіта, охорона здоров'я та соціальна допомога — 32,1 %, виробництво — 18,2 %, транспорт — 8,0 %, роздрібна торгівля — 7,7 %.